# Kijotaka Macui
Kijotaka Macui (* 4. leden 1961) je bývalý japonský fotbalista.

## Klubová kariéra
Hrával za NKK, Shimizu S-Pulse.

## Reprezentační kariéra
Kijotaka Macui odehrál za japonský národní tým v letech 1984–1988 celkem 15 reprezentačních utkání.

## Statistiky
| Japonsko | Japonsko | Japonsko |
| Roky     | Záp.     | Góly     |
| -------- | -------- | -------- |
| 1984     | 2        | 0        |
| 1985     | 8        | 0        |
| 1986     | 2        | 0        |
| 1987     | 1        | 0        |
| 1988     | 2        | 0        |
| Celkem   | 15       | 0        |